# Pefredo
Pefredo (Πεφρηδώ), también llamada Penfredo o Pemfredo (Πεμφρηδώ), 'alarma' es una de las tres Grayas junto con Enío y Dino. Eran tres deidades preolímpicas. Solo aparece en el mito de Perseo, junto con las otras dos grayas, que le indican la cueva de sus hermanas, las Gorgonas, a Perseo, de las cuales él debe matar a la gorgona mortal Medusa. Pefredo era una de las llamadas Fórcides (Φόρκιδες), o descendientes femeninos de Forcis.